# Боковський район
Бо́ковський райо́н (рос. Боковский район) — район у північній частині Ростовської області Російської Федерації. Адміністративний центр — станиця Боковська.

## Географія
Район розташований у північно-східній частині області по правому березі річки Дон На півночі межує із Шолоховським районом, на заході — із Верхньодонським, на південному заході — із Кашарським, на південному сході — із Совєтським районом, на сході — із Волгоградською областю.

## Історія
Боковський район був утворений 28 грудня 1934 року шляхом розукрупнення районів Азово-Чорноморського краю. Так із Вешенського району було утворено Базковський, Боковський та Вешенський райони. У період 1963–1970 роках район був ліквідований.

## Населення
Населення району становить 14579 осіб (2013; 15085 в 2010).

## Адміністративний поділ
Район адміністративно поділяється на 7 сільських поселень, які об'єднують 41 сільський населений пункт:
| Поселення                          | Площа, км² | Населення, осіб (2010) | Центр            | Населені пункти |
| ---------------------------------- | ---------- | ---------------------- | ---------------- | --------------- |
| Боковське сільське поселення       | -          | 6521                   | Боковська        | 8               |
| Верхньочирське сільське поселення  | -          | 1144                   | Верхньочирський  | 5               |
| Грачевське сільське поселення      | -          | 1204                   | Грачев           | 4               |
| Земцовське сільське поселення      | -          | 1408                   | Земцов           | 7               |
| Каргінське сільське поселення      | -          | 2692                   | Каргінська       | 7               |
| Краснозорінське сільське поселення | -          | 966                    | Краснозорінський | 4               |
| Краснокутське сільське поселення   | -          | 1150                   | Краснокутська    | 6               |

### Найбільші населені пункти
| №  | Населений пункт    | Населення, осіб (2010) |
| -- | ------------------ | ---------------------- |
| 1  | Боковська          | 4 832                  |
| 2  | Каргінська         | 1 543                  |
| 3  | Грачев             | 911                    |
| 4  | Земцов             | 636                    |
| 5  | Більшонаполовський | 614                    |
| 6  | Дуленков           | 591                    |
| 7  | Краснозорінський   | 539                    |
| 8  | Краснокутська      | 532                    |
| 9  | Верхньочирський    | 427                    |
| 10 | Попов              | 419                    |

## Економіка
Район є цілком сільськогосподарським, тут працює 17 колективних та понад 160 фермерських господарств, які займаються вирощуванням зернових, технічних культур та тваринництвом. Серед промислових підприємств діють 2 асфальтних та 1 цегельний заводи.